# Lake Minami
Lake Minami (japanisch 南池 Minami-ike, deutsch ‚Südweiher‘) ist ein kleiner See auf der Ost-Ongul-Insel vor der Prinz-Harald-Küste des ostantarktischen Königin-Maud-Lands. Er liegt unmittelbar südlich des Lake Tarachine im südlichen Teil der Insel.
Vermessungen und Luftaufnahmen aus dem Jahr 1957 einer von 1957 bis 1962 durchgeführten japanischen Antarktisexpedition, infolge derer auch die Benennung erfolgte, dienten seiner Kartierung. Diese Benennung übertrug das US-amerikanische Advisory Committee on Antarctic Names 1968 in einer Teilübersetzung ins Englische.